# Léon Bacoué
Léon Bacoué OFM (* 1600 oder 1608 in Casteljaloux, Dép. Lot-et-Garonne; † 3. Februar 1694 in Pamiers) war von 1672 bis 1684 Bischof von Glandèves.

## Leben
Léon Bacoué war der einzige Konvertit, der von Ludwig XIV. zur Bischofswürde erhoben wurde. Er wurde 1600 oder 1608, die Angaben sind nicht einheitlich, in Casteljaloux in Aquitanien geboren und protestantisch erzogen. Nach seiner Konversion trat er in Toulouse in den Franziskanerorden ein und wurde schließlich mit der Reform des Pariser Konvents der Cordeliers beauftragt. 1667 veröffentlichte er ein lateinisches Poem zu Ehren Papst Clemens IX. und 1670 ein weiteres über die Erziehung des Kronprinzen, Delphinus. Durch das letztere erregte er die Aufmerksamkeit Ludwigs XIV., der ihn mit Datum vom 27. September 1672 zum Bischof von Glandéves in Südfrankreich ernannte. Die Weihe erhielt er im folgenden Jahr.
Bischof Bacoué gründete in seiner Diözese ein Seminar, für dessen Errichtung er 10.000 Livres aus seinem eigenen Vermögen beisteuerte. 1682 nahm er am Nationalkonzil  des französischen Klerus teil, das die berühmten vier Artikel verabschiedete, die die teilweise Unabhängigkeit der französischen Kirche vom hl. Stuhl erklärten (→ Gallikanismus). Wegen seines hohen Alters erhielt Bacoué am 2. April 1682 François de Camps als Koadjutor, dem er, obwohl der seine päpstliche Ernennungsurkunde noch nicht erhalten hatte, die Verwaltung der Diözese weitgehend überließ. 1684 demissionierte Bacoué und zog sich in das Franziskanerkloster in Pamiers zurück, wo er zehn Jahre später in hohem Alter starb.
Die Gallia Christiana gibt an, Bacoué sei 1684 zum Bischof von Pamiers ernannt worden. Das ist aber eine Verwechslung mit seinem Koadjutor François de Camps.

## Werke
- Somme de théologie de P. Henri de Villalobo. Paris 1635 (Übersetzung der Summa de la theologia moral y canonica von Enrique de Villalobos)
- Sanctissimo ac beatissimo patris Clementi IX Carmen panegyricum. Toulouse 1667
- Delphinus, seu de prima Principis Institutione libri sex, Toulouse 1670, Paris 1685